# Marius Bizău
Marius Bizău (Cluj-Napoca, 21 agosto 1983) è un attore italiano.

## Biografia
Marius Bizău è nato in Romania e si è trasferito in Italia diplomandosi presso l'Accademia nazionale d'arte drammatica di Roma nel 2008. 
Poco dopo il diploma, inizia a recitare in varie tournée in Italia, lavorando con registi quali Luca Ronconi, Armando Pugliese ed Emma Dante. È apparso in film diretti da Paul Haggis, John Cassar, David Hansen, Ricky Tognazzi e Jan Michelini.

## Filmografia

### Cinema
- Parking Lot, regia di Francesco Gasperoni (2010)
- Third Person, regia di Paul Haggis (2012)
- Apocalisse Zero: Anger of the Dead, regia di Francesco Picone (2015)
- Jesus VR: The Story of Christ, regia di Dave Hansen (2016)
- Hellis, regia di David Petrucci (2018)
- Villetta con ospiti, regia di Ivano De Matteo (2020)
- Olivia, regia di Marco Costa (2021)
- Dietro la notte, regia di Daniele Falleri (2021)
- La prima regola, regia di Massimiliano D'Epiro (2022)
- C’era una volta il crimine, regia di Massimiliano Bruno (2022)
- Delta, regia di Michele Vannucci (2022)
- Nero, regia di Giovanni Esposito (2024)

### Televisione
- Donna detective – serie TV, 1 episodio (2007)
- Nebbie e delitti – serie TV, 1 episodio (2009)
- Che Dio ci aiuti – serie TV, 1 episodio (2013)
- Sinners: Which One Is You? – serie TV, 2 episodi (2013)
- Freaks! – serie TV, 1 episodio (2013)
- Hellis Silence – serie TV, 1 episodio (2015)
- Pietro Mennea - La freccia del Sud, regia di Ricky Tognazzi - miniserie TV (2015)
- I bastardi di Pizzofalcone, regia di Carlo Carlei – serie TV, 1 episodio (2017)
- Non uccidere – serie TV, 1 episodio (2017)
- Romanzo famigliare, regia di Francesca Archibugi – serie TV, 6 episodi (2018)
- I Medici - Lorenzo il Magnifico (Medici: The Magnificent) – serie TV (2018)
- Don Matteo 11 – serie TV, 1 episodio (2018)
- Sanctuary – serie TV, 6 episodi (2019)
- Doc - Nelle tue mani – serie TV, 1 episodio (2020)
- Hanna 2 – serie TV, episodio 4 (2020)
- Il patriarca – serie TV, 12 episodi (2023)
- FBI: International - serie TV, episodio 3x07 (2024)

## Doppiatori italiani
Nelle versioni in italiano delle opere in cui ha recitato, Marius Bizau è stato doppiato da:
- Alessandro Rigotti in FBI: International